# 돔날 3세 막 돈카다
돔날 막 돈카다(중세 아일랜드어: Domnall mac Donnchada, 스코틀랜드 게일어: Dòmhnall mac Dhonnchaidh, 1039년경 - 1099년) 미남왕(중세 아일랜드어: Bán, 영어: the Fair)은 11세기 말 알바 왕국의 왕이다. 윌리엄 셰익스피어의 희곡 맥베스에 나오는 던컨 왕의 차남 "도널베인"이 이 사람이다. 형 말 콜룸과 함께 스코틀랜드의 마지막 순수 게일인 군주로, 그 이후 스코틀랜드는 스코트노르만인 시대로 넘어간다.
증외조부 말 콜룸 2세가 재위 중이던 1033년에 말 콜룸 2세의 외손자 돈카드 막 크리난의 차남으로 태어났다. 돔날이 아직 아기였을 때 말 콜룸 2세가 80세로 죽자 그의 아버지 돈카드가 왕위에 올랐다. 1040년 돈카드 1세가 말 콜룸 2세의 다른 외손자 맥베스에게 죽고 왕위를 빼앗기자 돔날은 맥베스에게 죽을 것을 두려워해 17년간 에린 땅에 망명했다. 한편 돔날의 형 말 콜룸은 잉글랜드로 망명했고 이후 장성하여 맥베스를 죽이고 말 콜룸 3세로 즉위했다. 이때 돔날은 24세였다.
형 말 콜룸 3세가 재위하는 동안 돔날이 무엇을 했는지는 기록되어 있지 않다. 말 콜룸 3세와 둘째부인인 잉글랜드 공주 마거릿(크누트 대왕에 의해 쫓겨난 에드워드 애셀링의 딸)과의 사이에서 태어난 에드워드가 후계자로 지명되었는데. 이것은 종래의 관습과는 어긋나는 것이었다. 만일 이것이 말 콜룸 3세의 의도에 따른 것이라면 1093년 11월 노섬브리아를 공격하던 와중 말 콜룸 3세와 에드워드 왕자가 모두 죽음(앨른위크 전투)으로써 그 의도는 어그러졌다. 두 부자가 죽고 얼마 되지 않아 마거릿 왕비도 죽었다.
포르둔의 존의 기록에 따르면 마거릿이 죽은 뒤 돔날이 군사를 일으켰다. 돔날은 말 콜룸 3세와 마거릿 사이에 태어난 아들들이 있던 에든버러를 공격했다. 마거릿의 형제 에드거 애셀링은 외조카들의 안위를 걱정하여 그들을 잉글랜드로 불러들였다. 윈타운의 앤드루의 기록은 그보다 훨씬 단순한데, 그냥 돔날이 왕이 된 뒤 조카들을 추방했다고 되어 있다. 앵글로색슨 연대기에는 돔날이 왕으로 당선된 뒤 잉글랜드인들을 궁중에서 내쫓았다고 기록되어 있다.
1094년 5월, 말 콜룸 3세와 그 첫번째 부인 잉기뵤르그 핀스도티르 사이의 아들인 돈카드가 앵글로노르만인과 노섬브리아인으로 이루어진 군대를 이끌고 쳐들어왔다. 돈카드는 이복동생 에드문드와 장인 노섬브리아 백작 고스파트릭의 지원을 받았다. 침공은 성공하여 돈카드가 돈카드 2세로 즉위했다. 그러나 몇달 되지 않아 봉기가 일어나 돈카드 2세는 자기가 끌고 온 외국 군대와 함께 도망쳤다. 돈카드 2세는 1094년 11월 12일 미언스 백작 말 페타르에게 죽었다. 울라 편년사에 따르면 돈카드 2세는 돔날 및 에드문드의 명령에 따라 살해당했다고 한다.
돔날 3세는 왕위를 되찾았고 아마 그 대가로 에드문드를 후게자로 지명했던 것 같다. 돔날은 60을 바라보는 나이로 그 시대 기준으로는 이미 노년이었고 아들이 없었기 때문에 후계자를 확실히 할 필요가 있었다. 맘스베리의 윌리엄은 에드문드가 "왕국의 절반"을 대가로 받았다 하며, 돔날 3세가 조카에게 그만한 속령을 다스리도록 허락했음을 시사한다.
말 콜룸 3세와 마거릿 사이에 태어난 장자 에드가르는 1095년부터 스코틀랜드 왕위를 주장하면서 잉글랜드 왕 윌리엄 2세의 지원을 확보했다. 그러나 윌리엄의 지원이 이런저런 이유로 미뤄지면서 1097년에야 전폭적인 지지를 받을 수 있었다. 에드가르의 외삼촌 에드거 애설링이 이끄는 군대는 돔날과 에드문드를 격파했다. 이후 돔날 3세가 어떻게 되었는지는 확실하지 않다. 맘스베리 윌리엄의 기록에서는 그가 다비드(훗날의 다비드 1세)의 교활함과 윌리엄(잉글랜드 왕 윌리엄 2세)의 무력에 의해 죽었다고 기록되어 있다. 한편 앵글로색슨 연대기에서는 돔날 3세가 추방되는 선에서 끝났다고 적혀 있다. 티게르나크의 편년사 및 포르둔의 존은 돔날 3세가 눈알이 뽑히고 죽을 때까지 감옥에 갇혔으며 그가 유폐된 장소는 앙구스 포퍼 근교의 레스코비(Rescobie)라고 한다.